# Calci
Calci é uma comuna italiana da região da Toscana, província de Pisa, com cerca de 5.840 habitantes. Estende-se por uma área de 25 km², tendo uma densidade populacional de 234 hab/km². Faz fronteira com Buti, Capannori (LU), San Giuliano Terme, Vicopisano.

## Demografia
| Variação demográfica do município entre 1861 e 2011                               |
|                                                                                   |
| Fonte: Istituto Nazionale di Statistica (ISTAT) - Elaboração gráfica da Wikipedia |